# 福岡県道407号方城金田線
福岡県道407号方城金田線（ふくおかけんどう407ごう ほうじょうかなだせん）は、福岡県田川郡福智町を通る一般県道である。

## 概要
田川郡福智町旧方城町弁城から田川郡福智町金田に至る。
福岡県道419号夏吉直方線を分岐した所からこの道路は始まり、途中ほうじょう温泉ふじ湯の里、福智町立弁城小学校前を通過し、福岡県道22号田川直方線バイパスを平面交差したあと急勾配を下り、終点は福岡県道22号田川直方線市街地側（平成筑豊鉄道伊田線 金田駅前）になる。

### 路線データ
- 起点：福岡県田川郡福智町弁城（福岡県道419号夏吉直方線交点）
- 終点：福岡県田川郡福智町金田（金田駅交差点、福岡県道22号田川直方線市街地側交点）

## 路線状況

### 道路施設

#### 橋梁
- 佐古橋（弁城川、田川郡福智町）
- 宝見橋（彦山川、田川郡福智町）

## 地理

### 通過する自治体
- 福岡県
  - 田川郡福智町

### 交差する道路
| 交差する道路                      | 交差する場所 | 交差する場所        |
| --------------------------------- | ------------ | ------------------- |
| 福岡県道419号夏吉直方線           | 弁城         | 起点                |
| 福岡県道22号田川直方線 / バイパス | 弁城         | 風呂ヶ谷交差点      |
| 福岡県道456号金田夏吉伊田線       | 金田         | 宝見橋交差点        |
| 福岡県道22号田川直方線 / 市街地側 | 金田         | 金田駅交差点 / 終点 |

### 沿線
- ほうじょう温泉ふじ湯の里
- 福智町立弁城小学校
- 田川慈恵病院
- 慈恵苑（老人介護施設）
- 前田通商株式会社
- 定禅寺浄土宗
- 迫池
- そよ風の郷（介護施設）
- 中村木工所
- 福岡九州クボタ方城営業所
- 日本郵政金田郵便局
- 田川農業協同組合福智支所
- 平成筑豊鉄道伊田線 金田駅